# Ettore Balma Mion
Ettore Balma Mion, soprannominato Magninot (Nole, 1º febbraio 1907 – Nole, 18 maggio 1995), è stato un ciclista su strada italiano, professionista e indipendente tra il 1929 e il 1933.

## Carriera
Corse da indipendente e, nella stagione 1931, per la squadra di marca Frejus, distinguendosi come scalatore. Vinse il Giro del Sestriere nel 1930, la Coppa Remmert a San Maurizio Canavese nel 1931 e la Coppa Catene Regina e la Torino-Sanremo nel 1932. Fu quinto al Giro d'Italia 1931. Era lo zio di Franco Balmamion, due volte vincitore della corsa rosa.

## Palmarès
- 1930

Giro del Sestriere
- 1931

Coppa Remmert
- 1932

Coppa Catene Regina
Torino-Sanremo

## Piazzamenti

### Grandi Giri
- Giro d'Italia

1931: 5º
1932: 17º

### Classiche monumento
- Milano-Sanremo

1931: 43º